# Samuel P. Massie
Samuel P. Massie (North Little Rock, 3 de julho de 1919 – Laurel, 10 de abril de 2005) foi um químico e professor norte-americano, conhecido por ter sido o primeiro negro a lecionar na Academia Naval dos Estados Unidos. 
Trabalhou, como doutorando, durante a Segunda Guerra Mundial, no Projeto Manhattan, com Henry Gilman, no desenvolvimento da bomba atômica.

## Vida pessoal
Samuel nasceu em North Little Rock, no Arkansas em 1919. Era filho de dois professores, Samuel Proctor e Earlee Jacko Massie, tendo um irmão mais novo. Recebendo educação formal e se destacando como um ótimo aluno, ele rapidamente terminou o ensino médio e se graduou como segundo da classe na Dunbar High School, em North Little Rock, aos 13 anos. Samuel queria ser químico para buscar uma cura para a asma de seu pai.
Em 1934, a Universidade do Arkansas, em Fayetteville (Arkansas), recusou sua matrícula por Samuel ser negro. Ele então se matriculou na Arkansas AM&N (Agricultural, Mechanical & Normal College of Arkansas), hoje a Universidade do Arkansas em Pine Bluff, onde obteve o bacharelado em química, com habilitação também em matemática, em 1937. Com o apoio de uma bolsa de estudos federal, ele concluiu o mestrado em química pela Fisk University, em Nashville, Tennessee, em 1940. Lecionou por um ano na Arkansas AM&N antes de conseguir ingressar no programa de doutorado em química da Iowa State University.

## Discriminação e carreira
A discriminação racial não tornou a vida de Samuel fácil enquanto estava em Iowa. Uma residência que admitisse negros ficava há mais de quatro quilômetros do campus, o que requeria constantes caronas. A ele foi designado um lugar no laboratório, próximo aos "ratos no porão", até que provasse sua competência como químico e pesquisador.
Samuel quase não terminou o doutorado. Ele retornou ao Arkansas para o funeral do pai, em 1943 e para renovar seu certificado de reservista. Segundo sua autobiografia, um membro da comissão de alistamento em Pine Bluff, Samuel tinha muita educação para um homem negro e deveria ser alistado. Samuel, rapidamente, contatou Henry Gilman, químico orgânico, envolvido no Projeto Manhattan, que o designou para trabalhar com ele na equipe que desenvolvia os isótopos de urânio para a bomba atômica.
Em 1946, Samuel obteve seu doutorado em química orgânica pela Universidade de Iowa e assumiu um cargo de professor na Fisk, tendo publicado sete artigos com Henry Gilman no Journal of the American Chemical Society.
Samuel se casou, em 1947, com Gloria Bell Thompkins, que conheceu na Fisk University. Ela se tornou professora de psicologia e o casal teve trÊs filhos. Samuel lecionou na Langston University, em Langston, Oklahoma, de 1947 a 1953 e de novo na Fisk, de 1953 a 1960. Em 1954, ele publicou um artigo intitulado "The Chemistry of Phenothiazine", na Chemical Review, que levou à descoberta e desenvolvimento, por químicos franceses, do anti-psicótico chamado Thorazine.
Samuel trabalhou para a Fundação Nacional da Ciência e na Howard University, Washington DC, no começo dos anos 1960. A Manufacturing Chemists Association reconheceu Samuel Massie como um dos seus melhores professores de química dos Estados Unidos. Foi presidente do North Carolina College, em Durham, por quatro anos, antes de sua indicação como professor, em 1966, na Academia Naval dos Estados Unidos, onde em 1970 ele recebeu um doutorado honorário em direito.
A família se mudou para Annapolis, onde teve dificuldades para conseguir residência devido ao racismo. Na academia também houve discriminação. Muitos alunos nunca tiveram aulas com um negro até a chegada de Samuel Massie.
| “ | Quando cheguei na academia, pela primeira vez na vida desses estudantes, a opinião de um negro era importante para eles. | ” |

A competência de Samuel e sua aulas excelentes logo quebraram a resistência de muitos alunos e ele logo se tornou um dos mais populares professores da instituição. Em 1977, ele foi indicado para a cadeira do departamento de química, posição que manteve até 1981. Em seus anos em Annapolis, muito do trabalho de Samuel esteve voltado para saúde humana no meio militar. Desenvolveu agentes capazes de dispersar gases venenosos a fim de proteger as tropas de seus efeitos letais. Pesquisou drogas para tratar doenças como malária, meningite e herpes. Em 1985, Samuel e seus colegas foram premiados com uma patente para um antibiótico para tratar gonorreia.
Ele também fez contribuições significativas para a ciência ambiental. Conduziu uma série de estudos em componentes químicos comumente usados na indústria naval, como detergentes e supressores de incêndio, tentando descobrir se eram danosos para a vida marinha. Investigou se traços de elementos metálicos tóxicos eram dispersados na água devido à ferrugem e corrosão dos navios.

## Aposentadoria e morte
Samuel se aposentou da Academia Naval em 1993. Durante seu tempo na Academia Naval ele trabalhou no comitê de enquadramento funcional e ajudou a estabelece um programa de estudos para alunos negros. Em 1994, o Departamento de Energia dos Estados Unidos criou a cadeira de excelência Dr. Samuel P. Massie, um prêmio de US$ 14,7 milhões para instituições históricas voltadas para negros e latinos voltados para a pesquisa ambiental.
Sofrendo de demência, Samuel faleceu em Laurel, Maryland, no Mariner Health Care Center, em 10 de abril de 2005, tendo sido sepultado no St. Anne’s Cemetery, em Annapolis, Maryland.